# Daniel Annerstedt
Daniel Annerstedt, född 1721, död 12 maj 1771, var en svensk teologiprofessor, stamfader till lärdomssläkten Annerstedt.
Daniel Annerstedt föddes i Femsjö som son till prosten Petrus Annerstadius och dennes första hustru Brita Neostadia. Efter studier vid Växjö gymnasium och Uppsala akademi, blev han 1752 promoverad till filosofie magister med andra hedersrummet, och fick en tjänst vid universitetet som docent i filosofi. År 1760 utnämndes han till teologie adjunkt och kyrkoherde i Börje församling. Annerstedt erhöll tio år därefter professuren efter Gabriel Mathesius, som fått tjänstledighet under sin återstående livstid. Daniel Annerstedt var gift med Ebba Kristina Humble. Som politiker visade Annerstedt en anpasslighet efter vindriktningarna, som under den senare frihetstiden inte hörde till ovanligheterna.
Annerstedt var på sin tid vida beryktad för sitt glada umgänge och sina kvicka infall. Första gången han egentligen ådrog sig allmänhetens uppmärksamhet var på en maskeradbal i Stockholm 1755. Vid det nämnda tillfället inträdde nämligen en mask, som med ytterlig ordvighet interpellerade de närvarande, i synnerhet de främmande diplomaterna, vilka han tilltalade på deras eget språk så lätt och ledigt, som om det varit hans eget modersmål. Man uttömde sig i gissningar om vem den okände kunde vara, och för att ännu mer stegra nyfikenheten, utgav Annerstedt kort därefter ett poem kallat Den okände masken. Otaliga är för övrigt de historier, till vilka hans infall gett upphov.